# Bill Sali

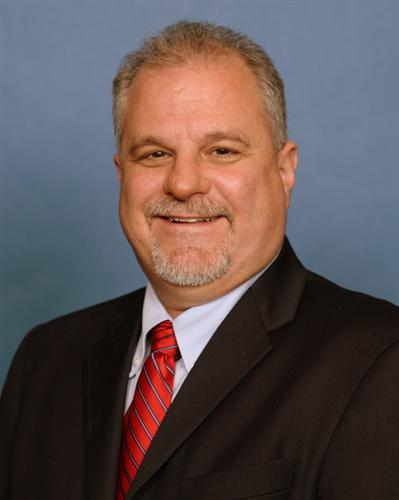
Bill Sali

William Thomas "Bill" Sali, född 17 februari 1954 i Portsmouth, Ohio, är en amerikansk republikansk politiker. Han representerade delstaten Idahos första distrikt i USA:s representanthus 2007-2009.
Sali gick i skola i Capital High School i Boise. Han avlade 1981 BBA vid Boise State University och 1984 juristexamen vid University of Idaho. Han arbetade sedan som advokat i Idaho.
Kongressledamoten Butch Otter kandiderade inte till omval i kongressvalet i USA 2006. Han kandiderade i stället till guvernör i Idaho och vann valet. Sali besegrade demokraten Larry Grant i kongressvalet med 50% av rösterna mot 45% för Grant. Han efterträdde Otter i representanthuset i januari 2007.
Som kongressledamot kritiserade Sali förekomsten av multikulturalism i den amerikanska politiken. Samtidigt som Sali tillträdde även den första muslimska ledamoten av representanthuset, Keith Ellison. Dessutom förekom en hinduistisk bönestund i USA:s senat i augusti 2007. Enligt Sali var dessa historiska händelser inte sådana som USA:s grundlagsfäder kunde ha förutsett.
Sali kandiderade till omval i kongressvalet i USA 2008. Han besegrades av demokraten Walt Minnick.